# BodyAttack
BodyAttack è un popolare programma aerobico di gruppo creato e distribuito da Les Mills International. In Inghilterra il programma è offerto da circa 1300 centri fitness, approssimativamente un quinto del totale nel paese. Quest'ultimo consiste in classi standardizzate di durata 55 oppure 45 minuti, guidate da uno o più istruttori che accompagnano i partecipanti attraverso diversi esercizi accompagnati da un sottofondo di musica contemporanea. Come BodyPump e altri programmi Les Mills, i movimenti, gli esercizi e la musica sono comuni per tutti gli istruttori. La compagnia rilascia un nuovo programma ogni tre mesi. Lo scopo di BodyAttack è quello di sviluppare numerosi ambiti fitness, in particolare il sistema cardiovascolare e la resistenza.

## La struttura
La struttura di una classe BodyAttack è sempre la stessa. Un'eccezione è data dagli allenamenti di 45 o 30 minuti, nei quali le tracce principali vengono accorciate.
Il programma si divide in due blocchi di lavoro, ed entrambi hanno una parte cardiovascolare. Il primo blocco inizia con un riscaldamento, e prosegue con una traccia pliometrica.  Il secondo blocco inizia con una corsa circolare e continua con una power track . Durante entrambi i blocchi si raggiunge quasi la frequenza cardiaca massima, specialmente durante la power track.

## Il formato
A partire da BodyAttack 46 il numero di tracce per una sessione standard di 55 minuti è 11 (in precedenza erano 12: le ultime due tracce sono state combinate tra di loro).
- Traccia 1, Riscaldamento. L'obiettivo è quello di riscaldare l'intero corpo.
- Traccia 2, "Impatto misto". Questa traccia si concentra nel preparare le gambe per i salti e fa aumentare la frequenza cardiaca.
- Traccia 3, Aerobica. In questa traccia si usano grandi movimenti aerobici come salti e movimenti di ginocchia.
- Traccia 4, Pliometria. Si tratta della prima parte cardiovascolare della classe con grandi ed esplosivi movimenti, come ad esempio allungamenti pliometrici, squat con salti, burpees e skaters.
- Traccia 5, Forza atletica. Combinazione di movimenti di condizione fisica e di forza, come flessioni, o squats che condizionano l'intero corpo
- Traccia 6, Corsa. I partecipanti corrono in modo circolare all'interno del locale, in modo da aumentare nuovamente la frequenza cardiaca.
- Traccia 7, Agilità. Con questa traccia si stimola la velocità e l'agilità. Le tipiche mosse includono corsa laterale e sprint in avanti.
- Traccia 8, Intervallo. Questa traccia usa grandi movimenti, come calci e corsa in modo da aumentare la frequenza cardiaca, seguiti da movimenti più leggeri in modo da fare abbassare la frequenza cardiaca.
- Traccia 9, Potenza. Si tratta della seconda fase cardiovascolare, la quale include salti, piegamenti e altre attività pliometriche.
- Traccia 10, Core. Con questa traccia si lavora sui muscoli dell'addome (in particolare gli addominali).
- Traccia 11, Defaticamento. Fase di streching e defaticamento.

## Ricerca
Alcuni studi scientifici hanno analizzato il programma BodyAttack. Da uno studio risulta che l'energia spesa e l'ossigeno consumato da tre uomini e tre donne partecipanti al programma (per la maggior parte istruttori) durante una classica classe da 55 minuti di BodyAttack sono pari a 660kcal per gli uomini e 602kcal per le donne.